# А. Л. Джаксън
А. Л. Джаксън (на английски: A. L. Jackson) е американска писателка на произведения в жанра любовен роман, романтичен трилър, фентъзи и еротична литература.

## Биография и творчество
А. Л. Джаксън е родена в САЩ. Започва да пише, предимно поезия, докато следва в колежа, но след това дълго време се посвещава на отглеждането на трите си деца. След отрастването на първото си дете се насочва отново към писателската си кариера.
Първият ѝ роман Pulled (Изтеглен) е издаден през 2012 г. и история за втория шанс в живота и любовта. Първите ѝ книги са издадени от малко издателство в Австралия. След успаха на романите тя става съсобственик на малко издателство, работи като редактор в него, оформя и публикува собствените си произведения.
През 2020 г. е издаден романът ѝ „Целуни звездите“ от поредицата „Падащи звезди“. След като Мия Уест остава майка, тя тя решава да остане за лятото в къщата на брат си в Савана. Но в къщата му за гости живее известен барабанист, който също има тежко минало и свои цели. Но любовта решава нещо ново и за двамата.
А. Л. Джаксън живее със семейството си в Южна Аризона.

## Произведения

### Самостоятелни романи
- Pulled (2012)[1][3]
- When We Collide (2012)[2]

### Поредица „Разкаяние“ (Regret)
1. Lost to You (2014)[1]
2. Take This Regret (2012)
3. If Forever Comes (2013)

### Поредица „По-близо до теб“ (Closer to You)
1. Come to Me Quietly (2014)[1][2]
2. Come to Me Softly (2014)
3. Come to Me Recklessly (2015)

### Поредица „Кървящи звезди“ (Bleeding Stars)
1. A Stone in the Sea (2015)[1][2][4]
2. Drowning to Breathe (2015)
3. Where Lightning Strikes (2016)
4. Wait (2016)
5. Stay (2017)
6. Stand (2017)

### Поредица „Бори се за мен“ (Fight for Me)
1. Show Me the Way (2017)[1][2]
2. Follow Me Back (2018)
3. Lead Me Home (2018)
4. Hold on to Hope (2019)

- Hunt Me Down (2017) – новела

### Поредица „Холивудски хроники“ (Hollywood Chronicles) – с Ребека Ший
1. One Wild Night (2018)[1]
2. One Wild Ride (2018)

### Поредица „Изповеди на сърцето“ (Confessions of the Heart)
1. More of You (2018)[1]
2. All of Me (2018)
3. Pieces of Us (2019)

### Поредица „Падащи звезди“ (Falling Stars)
1. Kiss the Stars (2020)[1][2]
Целуни звездите, изд.: „Егмонт България“, София (2021), прев. Ирина Денева – Слав
2. Catch Me When I Fall (2020)
Хвани ме, когато падна, изд.: „Егмонт България“, София (2021), прев. Елица Горанова
3. Falling Into You (2020)
Песента на сърцето ми, изд.: „Егмонт България“, София (2021), прев. Кристина Георгиева
4. Beneath the Stars (2021)

### Поредица „Редемшън Хилс“ (Redemption Hills)
1. Give Me a Reason (2021)[1][2]
2. Say It's Forever (2022)
3. Never Look Back (2022)

### Новели
- Something About a Hot Guy (2019)[1]